# Championnat National 1 A 2001/02
Die Saison 2001/02 des Championnat National 1 A war die 28. Ausspielung der französischen Frauenfußballmeisterschaft seit der offiziellen Anerkennung des Frauenfußballs durch die FFF, den Fußballverband Frankreichs, im Jahr 1970 und der ersten Austragung in der Saison 1974/75. Das Championnat National 1 A wurde im reinen Ligamodus in einer aus einer einzigen Gruppe bestehenden, zwölf Teams umfassenden frankreichweiten höchsten Liga ausgetragen.
Die Vorjahresmeisterinnen des Toulouse Olympique Aérospatial Club hatten sich vor Saisonbeginn dem FC Toulouse angeschlossen, der auch ihren Startplatz in der N1A übernahm und die Meisterschaft zum vierten Mal in Folge in die „rosarote Stadt“ holte. Streng genommen war dies also keine Titelverteidigung; allerdings gewannen etliche Vorjahresmeisterinnen auch im neuen Dress einen weiteren Landesmeistertitel. Wie in Toulouse hatte sich auch in Montpellier vor dieser Saison die Frauenabteilung eines kleinen Vereins (Entente Montpellier Le Crès) einem örtlichen Konkurrenten angeschlossen und trat unter dessen Namen weiterhin in der Liga an.
Bei den französischen Fußballspielerinnen handelte es sich zu dieser Zeit offiziell noch um reine Amateure. Allerdings sollte der Frauenspielbetrieb zur kommenden Saison (2002/03) – zeitgleich mit Umstrukturierungsmaßnahmen im Männerbereich, wo die professionellen Divisions 1 und 2 (zukünftig: Ligue 1 und Ligue 2) weitergehende Autonomie erlangten – eine Reihe von Änderungen erfahren, die sich auf den Unterbau der höchsten Liga ebenso auswirkten wie auf die zukünftig Division 1 Féminine genannte Eliteklasse selbst. Neben einer Modifizierung der Auf- und Abstiegsregelungen zwischen den beiden Spielniveaus durften die Klubs zukünftig Spielerinnen für die Ausübung ihres Sportes finanziell entlohnen. Dazu wurde ein von der FFF ausgearbeiteter, als „Bundesvertrag“ (contrat fédéral) bezeichneter Muster-Arbeitsvertrag eingeführt, der die Einkommenshöhen ebenso regelte wie andere Rechte und Pflichten von Vereinen und Fußballerinnen. Hintergrund war, dass der Verband den Frauenfußball des Landes im Vorfeld der ersten Teilnahme Frankreichs an einer Weltmeisterschaftsendrunde insgesamt stärken wollte.

## Qualifikation und Austragungsmodus
Für die Teilnahmeberechtigung wurde ausschließlich das Abschneiden in der Vorsaison berücksichtigt; qualifiziert waren die neun bestplatzierten Frauschaften der Vorsaison sowie drei Aufsteiger aus der in drei regionale Gruppen aufgeteilten zweiten Division (Championnat National 1 B). Somit umfasste die Liga in dieser Saison folgende Teilnehmer:
- aus dem Norden: Olympique Saint-Memmie, SC Schiltigheim
- aus dem Zentrum: Juvisy FCF, ESOF La Roche, Aufsteiger Paris Saint-Germain, Saint-Brieuc FF, ASJ Soyaux, Aufsteiger FC Tours
- aus dem Süden: Aufsteiger SC Caluire Saint-Clair, FC Lyon, Le-Crès-Nachfolger HSC Montpellier, TOAC-Nachfolger FC Toulouse

Die Meisterschaft bestand aus zwei Phasen. Zunächst wurde eine doppelte Punkterunde gespielt, in der jeder Verein in Heim- und Auswärtsspiel gegen jeden anderen antrat. Es galt die im französischen Amateurfußball bis ins 21. Jahrhundert hinein übliche „modifizierte Drei-Punkte-Regel“ mit vier Punkten für einen Sieg, zwei für ein Unentschieden und einem für eine auf dem Spielfeld errungene Niederlage; bei Punktgleichheit gab zunächst der direkte Vergleich und anschließend gegebenenfalls die bessere Gesamt-Tordifferenz den Ausschlag. Am Ende der Saison mussten die drei Tabellenletzten absteigen und wurden für die kommende Spielzeit durch die Gruppensieger der drei zweitklassigen Spielstaffeln ersetzt.
Die vier Frauschaften auf den Rängen eins bis vier trugen hingegen noch die zweite Phase als einfache „Meisterrunde“ aus, nach der erst der endgültige Titelträger feststand. Dabei starteten die vier teilnehmenden Teams mit Bonuspunkten (3, 2, 1 oder 0) in Abhängigkeit von ihrer Platzierung am Ende der ersten Phase.

## Phase 1 – Ergebnisse, Tabelle und Saisonverlauf
Hinweis: In Frankreich werden grundsätzlich nur die Pluspunkte in Tabellen angegeben.
|                        | SC CSC | FCF Juv | ESO LaR | FC Lyo | HSC Mon | SG Par | FF StB | Ol. StM | SC Shm | ASJ Soy | FC Tls | FC Trs |
| SC Caluire Saint-Clair |        | 2:5     | 1:3     | 0:1    | 1:7     | 0:1    | 1:10   | 2:5     | 2:6    | 0:2 a   | 0:10   | 0:3    |
| Juvisy FCF             | 4:0    |         | 2:0     | 0:1    | 4:4     | 2:0    | 3:0    | 3:0     | 3:0    | 2:1     | 0:1    | 3:0    |
| ESOF La Roche          | 4:0    | 0:2     |         | 1:3    | 0:2     | 2:3    | 3:0    | 4:1     | 1:1    | 0:1     | 1:1    | 3:0    |
| FC Lyon                | 8:0    | 1:3     | 1:2     |        | 0:0     | 2:1    | 1:0    | 1:0     | 2:1    | 5:1     | 0:1    | 5:0    |
| HSC Montpellier        | 8:0    | 0:0     | 1:1     | 1:3    |         | 3:1    | 7:3    | 2:0     | 2:1    | 1:2     | 1:0    | 3:2    |
| Paris Saint-Germain    | 6:0    | 2:1     | 0:0     | 1:1    | 2:2     |        | 0:2    | 3:0     | 3:0    | 4:2     | 0:0    | 2:1    |
| Saint-Brieuc FF        | 4:0    | 1:1 b   | 0:2     | 4:3    | 3:0     | 2:2    |        | 0:0     | 2:2    | 2:2     | 0:3    | 6:0    |
| Olympique Saint-Memmie | 5:1    | 0:3     | 5:1     | 2:4    | 3:4     | 1:4    | 2:1    |         | 0:0    | 0:0     | 3:1    | 1:1    |
| SC Schiltigheim        | 3:1    | 0:3     | 0:2     | 0:2    | 1:0     | 2:2    | 1:3    | 1:4     |        | 0:1     | 0:4    | 3:2    |
| ASJ Soyaux             | 8:0 a  | 0:5     | 2:0     | 3:0    | 0:1     | 3:2 c  | 1:2    | 5:0 a   | 1:0    |         | 1:2    | 5:0    |
| FC Toulouse            | 9:0    | 0:3     | 5:0     | 2:0    | 3:0     | 3:0    | 1:1    | 5:0     | 1:1    | 6:1     |        | 11:0   |
| FC Tours               | 1:1    | 1:6     | 0:2     | 3:9    | 1:2     | 0:1    | 2:2    | 2:8     | 1:1    | 0:2 a   | 1:3    |        |

| Pl. | Verein                     | Sp | G  | U | V  | Tore   | Diff. | Pkte. |
| --- | -------------------------- | -- | -- | - | -- | ------ | ----- | ----- |
| 1.  | Juvisy FCF                 | 22 | 16 | 3 | 3  | 58:14  |       | 73    |
| 2.  | FC Toulouse                | 22 | 15 | 4 | 3  | 72:13  |       | 71    |
| 3.  | FC Lyon                    | 22 | 14 | 2 | 6  | 53:26  |       | 66    |
| 4.  | HSC Montpellier            | 22 | 12 | 5 | 5  | 51:31  |       | 63    |
| 5.  | ASJ Soyaux                 | 22 | 12 | 2 | 8  | 44:32  |       | 60    |
| 6.  | Paris Saint-Germain (N)    | 22 | 10 | 6 | 6  | 40:29  |       | 58    |
| 7.  | ESOF La Roche              | 22 | 9  | 4 | 9  | 32:31  | +1 d  | 53    |
| 8.  | Saint-Brieuc FF            | 22 | 8  | 7 | 7  | 48:37  | +11 d | 53    |
| 9.  | Olympique Saint-Memmie     | 22 | 7  | 4 | 11 | 40:48  |       | 47    |
| 10. | SC Schiltigheim            | 22 | 4  | 6 | 12 | 24:42  |       | 40    |
| 11. | FC Tours (N)               | 22 | 1  | 4 | 17 | 21:79  |       | 29    |
| 12. | SC Caluire Saint-Clair (N) | 22 | 0  | 1 | 21 | 12:113 |       | 23    |

Sechs Spielergebnisse differieren zwischen den Quellen, wobei in fünf Fällen Soyaux beteiligt ist. Auswirkungen auf Meisterschaft oder Abstieg haben diese Unterschiede nicht. Dieser Artikel folgt den Resultaten und der daraus resultierenden Abschlusstabelle bei Grégoire-Boutreau, S. 249/250, und rsssf.org gegenüber den bei footofeminin.fr genannten.
Am Ende der Hinrunde stand Toulouse an der Tabellenspitze und konnte sich den inoffiziellen Titel eines Herbstmeisters sichern. Allerdings rangierten nur einen Zähler dahinter bereits die Frauen aus Soyaux, während Lyon einen klassischen Fehlstart produziert hatte (vier Niederlagen in den ersten fünf Begegnungen) und sich erst im Herbst mit einer Serie aus sechs Siegen in Folge wieder an das Spitzenquartett, zu dem noch Juvisy und Montpellier zählten, herangekämpft hatte. Während Toulouse nach der Winterpause einigermaßen konstant weiterspielte, ging Soyaux in der Rückrunde regelrecht die Luft aus – die ASJ leistete sich unter anderem vier Niederlagen in Folge und gewann insgesamt nur noch vier Matches – mit der Konsequenz, dass die Frauschaft aus der Charente am 15. Spieltag auf den fünften Tabellenplatz abgefallen war. Zu diesem Zeitpunkt waren Juvisy – fügte Toulouse anschließend dessen einzige Heimniederlage bei – und Lyon bis auf einen Punkt an Toulouse herangekommen, und dieser Dreikampf blieb bis zur drittletzten Runde spannend. Erst am 21. Spieltag zog Juvisy an Toulouse vorbei und ließ sich den ersten Rang in der abschließenden Partie nicht mehr nehmen.
Zu den stärksten Teams der Rückrunde zählten die Frauen von Aufsteiger Paris Saint-Germain, die nach dem 20. Spieltag punktgleich mit Montpellier und Soyaux hinter dem Spitzentrio platziert waren. Hingegen zeigte sich für Saint-Memmie, wie stark der Verein von seiner Torjägerin Marinette Pichon abhängig war, die in den ersten 15 Begegnungen 22 Tore geschossen hatte und dann in die USA gegangen war: mit drei Unentschieden und vier Niederlagen im letzten Saisondrittel rutschten die Spielerinnen aus der Champagne, die bis dahin jedes zweite Spiel gewonnen hatten, noch bis auf den ersten Nichtabstiegsplatz ab.
Am Tabellenende wurden insbesondere die beiden anderen Aufsteiger als „für die Konkurrenz zu leicht“ befunden: Caluire musste sich nur in einer einzigen Partie nicht geschlagen geben (1:1 in Tours), und auch Tours mit seinem einzigen Sieg (in Caluire) konnte darüber hinaus lediglich vier Unentschieden gegen Gegnerinnen aus der unteren Tabellenhälfte verzeichnen. Die Elsässerinnen aus Schiltigheim begleiteten diese beiden Teams in die zweite Division, wenngleich ihnen wenigstens einzelne Achtungserfolge wie ein Sieg gegen Montpellier und ein Remis in Toulouse gelangen. Die Absteiger wurden zur folgenden Saison durch die USO Bruay, Stade Quimper und die erstmals am höchstklassigen Spielbetrieb teilnehmenden jungen Spielerinnen des CNFE Clairefontaine – dies war die Frauenmannschaft des nationalen französischen Fußballleistungszentrums INF Clairefontaine – ersetzt.

## Meisterrunde
|                 | FCF Juv | FC Lyo | HSC Mon | FC Tou |
| Juvisy FCF      |         | 3:2    | :       | 1:2    |
| FC Lyon         | :       |        | 1:0     | :      |
| HSC Montpellier | 2:3     | :      |         | :      |
| FC Toulouse     | :       | 3:0    | 3:0     |        |

| Pl. | Frauschaft      | Sp | G | U | V | Tore | Diff. | Bonus | Pkte. |
| --- | --------------- | -- | - | - | - | ---- | ----- | ----- | ----- |
| 1.  | FC Toulouse     | 3  | 3 | 0 | 0 | 8:1  |       | 2     | 14    |
| 2.  | Juvisy FCF      | 3  | 2 | 0 | 1 | 7:6  |       | 3     | 12    |
| 3.  | FC Lyon         | 3  | 1 | 0 | 2 | 3:6  |       | 1     | 07    |
| 4.  | HSC Montpellier | 3  | 0 | 0 | 3 | 2:7  |       | 0     | 03    |

Die Meisterschaft 2001/02 entschied sich letztlich in einem einzigen Spiel, und dabei hatten die Tabellenersten aus Juvisy eigentlich die besseren Voraussetzungen, weil sie die Elf aus Toulouse vor eigenem Publikum empfangen konnten. Bald nach dem Anpfiff ging Juvisy mit 1:0 in Führung. Aber wie schon in der regulären Punkterunde unterlagen sie den Gästen zu Hause erneut mit einem Treffer Unterschied, und das entscheidende Tor zum 2:1-Sieg des TFC erzielte Juvisys Mittelfeldspielerin Sandrine Soubeyrand, die den Ball nach rund einer Stunde Spielzeit in das eigene Tor beförderte. Als Tabellenerster in der abschließenden Meisterrunde den Titel noch zu verspielen, war Juvisy zwölf Monate zuvor schon einmal passiert.

## Die Spielerinnen des Meisters
Der von Jean-Pierre Bonnet trainierte Kader umfasste folgende Akteure: Gaëlle Blouin, Céline Bonnet, Caroline Bouscatel, Adeline Boyer, Mélanie Briche, Natacha Burg, Christelle Caillard, Marine Chavaroche, Marie Cizac, Christine Gazzin, Dominique Geminiano, Marie-Ange Kramo, Marie-Joëlle Kramo, Magalie Luscan, Céline Marty, Géraldine Marty, Gaëlle Maugeais, Audrey Monicolle, Karine Pavailler, Julie Peruzzetto, Sandrine Rouquet, Emmanuelle Royer, Myriam Saïdi, Aurélie Samptiaux, Lilas Traïkia, Sabrina Viguier, Élodie Woock, Anne Zenoni.
Die insgesamt 80 Tore des FC Toulouse erzielten: Briche 16, Pavailler, Rouquet, Traïkia je 10, Blouin 9, Buscatel 8, Saïdi, Woock je 3, M.-A. Kramo, Maugeais, Monicolle je 2, Caillard, Cizac, Luscan, Viguier je 1; dazu kam ein Eigentor.

## Erfolgreichste Torschützinnen
(Nur in Phase 1 erzielte Treffer)
| Pl. | Name                     | Team         | Tore |
| --- | ------------------------ | ------------ | ---- |
| 1.  | Marinette Pichon e       | Saint-Memmie | 22   |
| 2.  | Hoda Lattaf              | Montpellier  | 20   |
| 3.  | Séverine Creuzet         | Lyon         | 17   |
| 4.  | Ingrid Boyeldieu         | Paris        | 16   |
|     | Mélanie Briche           | Toulouse     | 16   |
| 6.  | Sonia Haziraj            | Saint-Brieuc | 15   |
| 7.  | Laëtitia Tonazzi         | Juvisy       | 14   |
| 8.  | Élodie Ramos             | Schiltigheim | 13   |
| 9.  | Béatrice Basse           | Paris        | 11   |
|     | Candie Herbert           | Soyaux       | 11   |
|     | Aurore Rougeon           | Soyaux       | 11   |
| 12. | Stéphanie Mugneret-Béghé | Juvisy       | 10   |
|     | Karine Pavailler         | Toulouse     | 10   |
|     | Emmanuelle Sykora        | Lyon         | 10   |
| 15. | Lilas Traïkia            | Toulouse     | 9    |

Die erfolgreichsten Schützinnen der Meisterrunde waren Sandrine Rouquet (Toulouse, 3) vor Emmanuelle Sykora (Lyon) und drei Spielerinnen aus Juvisy (Valérie Jacques, Nelly Guilbert und Sandrine Soubeyrand, der außerdem noch zwei Eigentore unterliefen) mit jeweils zwei Treffern.